# Mario De Clercq
Mario De Clercq (Oudenaarde, 5 marzo 1966) è un dirigente sportivo, ex ciclocrossista e ciclista su strada belga, tre volte campione del mondo di ciclocross.
A lui è intitolato il Grote Prijs Mario De Clercq, prova del Superprestige di ciclocross che si svolge annualmente a Ronse.

## Carriera
Attivo nel professionismo dal 1991 al 2004, nei primi anni si dedicò soprattutto al ciclismo su strada, militando nella Buckler-Colnago-Decca prima e nella Lotto-Isoglass poi. Partecipò in diverse occasioni a classiche quali Parigi-Roubaix, Giro delle Fiandre, Milano-Sanremo e Gand-Wevelgem, non entrando però mai nei primi dieci all'arrivo; fu inoltre al via di tre edizioni del Tour de France (1992, 1994 e 1995) ma in tutte e tre i casi abbandonò la corsa. Ottenne due sole vittorie su strada, una tappa alla Vuelta a los Valles Mineros nel 1991 e il Tour de Vendée nel 1995.
Cominciò a dedicarsi con maggior costanza al ciclocross a partire dalla seconda metà degli anni 1990, e fu proprio in questa specialità che conseguì i risultati più importanti di carriera: si laureò infatti campione del mondo nel 1998 a Middelfart, nel 1999 a Poprad e nel 2002 a Zolder, salendo sul podio iridato anche in altre quattro annate. Nel 1999 vinse la coppa del mondo, mentre nel 2001 e nel 2002 si aggiudicò il campionato nazionale.
Si è ritirato dall'attività il 30 dicembre 2004 dopo il Centrumcross di Surhuisterveen. Il 2 marzo 2005 la Federciclismo belga gli ha comminato una squalifica di quattro anni, due dei quali sospesi, per l'affare di traffico di prodotti dopanti che l'ha visto coinvolto insieme a Johan Museeuw e Jo Planckaert. Dal 2007 è direttore sportivo della Sunweb-Revor, squadra belga con licenza UCI Continental divenuta negli anni Marlux e Pauwels Sauzen-Bingoal. È figlio di René De Clercq, anch'egli ciclocrossista attivo nei primi anni 1970, mentre suo zio paterno è Roger De Clercq, attivo negli anni 1960 perlopiù su strada.

## Palmarès

### Cross
- 1995-1996 (Palmans-Boghemans, una vittoria)

Cyclocross London
- 1996-1997 (Palmans-Lystex, una vittoria)

Cyklokros Plzeň, 1ª prova Superprestige
- 1997-1998 (Palmans-Ideal, 6 vittorie)

Cyclocross Geraardsbergen
Cyklokros Tábor
Gran Premio Mamma e Papà Guerciotti, 7ª prova Superprestige
Zingem Cyclocross
Sylvester Cyclo-cross
Campionato del mondo
- 1998-1999 (Palmans-Ideal, 12 vittorie)

Internationaler Schultheiss-Cup Berlin
Val André Cyclo-cross
Vlaamse Witloof Veldrit
Grand Prix OST-Fenster
Jaarmarktcross Niel
Kasteelcross Zonnebeke
Cyclocross Gavere, 2ª prova Superprestige
Duinencross, 4ª prova Coppa del mondo
Cyclocross Sint-Jozef Rijkevorsel
Internationale Centrumcross van Surhuisterveen, 9ª prova Superprestige
Coppa del mondo
Campionato del mondo
- 1999-2000 (Palmans-Ideal, 6 vittorie)

Koppenbergcross
Cyklokros Tábor, 2ª prova Coppa del mondo
Zingem Cyclocross
Grote Prijs Montferland, 5ª prova Coppa del mondo
Magstadt Internationales Radcross
Grand Prix de Eecloonaar
- 2000-2001 (Palmans-Ideal/Domo-Farm Frites, 7 vittorie)

Zingem Cyclocross
Internationaler Schultheiss-Cup Berlin
Internationales Radquer Steinmaur
Koppenbergcross
Vlaamse Aardbeiencross, 5ª prova Superprestige
Grote Prijs Mario De Clercq
Campionato belga
- 2001-2002 (Domo-Farm Frites, 10 vittorie)

Internationaler Schultheiss-Cup Berlin
Grand Prix de la Région Wallonne
Grand Prix Rouwmoer
Grote Prijs Mario De Clercq, 3ª prova Coppa del mondo
Kasteelcross Zonnebeke
Kersttrofee
Grote Prijs Sven Nys
Campionato belga
Campionato del mondo
Grand Prix de Eecloonaar
- 2002-2003 (Palmans-Collstrop, 7 vittorie)

Internationaler Schultheiss-Cup Berlin
Internationale Veldrit Harderwijk
Ziklokross Igorre
Grote Prijs Mario De Clercq
Internationale Vlaamse-Veldrit-Diegem, 5ª prova Superprestige
Sylvester Cyclo-cross
Internationale Centrumcross van Surhuisterveen
- 2003-2004 (Palmans-Sapim-Collstrop, 7 vittorie)

Grand Prix OST-Fenster
Frankfurt Internationaler Radcross
Bollekescross
Grote Prijs Montferland
Grand Prix Hôtel Threeland
Grote Prijs Adrie van der Poel
Cyclo-Cross International de Lanarvily
- 2004-2005 (Palmans-Sapim-Collstrop, 3 vittorie)

Frankfurt Internationaler Radcross
Stevens Cross Cup
Sylvester Cyclo-cross

### Strada
- 1988 (Dilettanti)

4ª tappa, 2ª semitappa Circuit Franco-Belge
- 1990 (Dilettanti)

6ª tappa Tour de l'Avenir
7ª tappa Giro del Belgio Dilettanti
- 1991 (Buckler-Colnago-Decca, una vittoria)

1ª tappa, 2ª semitappa Vuelta a los Valles Mineros
- 1995 (Lotto-Isoglass, una vittoria)

Tour de Vendée

## Piazzamenti

### Grandi Giri
- Tour de France

1992: ritirato (9ª tappa)
1994: ritirato (18ª tappa)
1995: ritirato (13ª tappa)
- Vuelta a España

1991: fuori tempo (12ª tappa)

### Competizioni mondiali
- Campionati del mondo di cross

Monaco di Baviera 1997 - Elite: 15º
Middelfart 1998 - Elite: vincitore
Poprad 1999 - Elite: vincitore
Sint-Michielsgestel 2000 - Elite: 2º
Tábor 2001 - Elite: 3º
Zolder 2002 - Elite: vincitore
Monopoli 2003 - Elite: 2º
Pontchâteau 2004 - Elite: 2º